# غيرشون باسكين
غيرشون باسكين (بالإنجليزية: Gershon Baskin)‏ هو صحفي أمريكي، ولد في 1956.

## وصلات خارجية
- غيرسون باسكين على موقع IMDb (الإنجليزية)